# 12. konjeniški polk (ZDA)
Za druge 12. polke glejte 12. polk.
12. konjeniški polk (izvirno angleško 12th Cavalry Regiment) je eden izmed konjeniških polkov Kopenske vojske ZDA.